# Michael Kalmbach
Michael Kalmbach (* 7. Mai 1962 in Landau in der Pfalz) ist ein deutscher Maler und Bildhauer. Er schuf zahlreiche Zeichnungen, Aquarelle, Skulpturen und Installationen.

## Werdegang
Michael Kalmbach studierte von 1983 bis 1989 an der Staatlichen Hochschule für Bildende Künste – Städelschule in Frankfurt am Main bei Professor Michael Croissant. Er setzt sich in seinen Aquarellen, Plastiken und Bilderbuchillustrationen in einer teils satirisch-grotesken, teils melancholischen Färbung mit den Themenkreisen Familie, Kindsein und Erwachsensein auseinander. Zwischenmenschliche Beziehungen spielen in seinen Werken eine prägende Rolle. Seine skulpturealen Arbeiten bestehen aus Gips, Ton, Pappmaché.
Im Jahr 1987 erhielt er ein Stipendium des Landes Rheinland-Pfalz im Künstlerhaus Edenkoben. Von 1989 bis 1990 absolvierte er ein Auslandsstipendium der Studienstiftung des deutschen Volkes in New York/USA. Im Jahr 1996 erhielt er den Förderpreis der Frankfurter Künstlerhilfe e. V. und im selben Jahr den "Junge Kunst Sonderpreis". 1997 folgte ein Arbeitsstipendium des Hessischen Ministeriums für Wissenschaft und Kunst. 1999 erhielt Kalmbach ein Reisestipendium der Hessischen Kulturstiftung in Wiesbaden. Im Jahr 2000 erhielt er im Museum für Moderne Kunst (MMK) in Frankfurt am Main den Karl-Ströher-Preis 1999. Kalmbach erhielt im selben Jahr ein Arbeitsstipendium der Stiftung Kunstfonds, Bonn.
Kalmbach lebt und arbeitet in Berlin.

## Einzelausstellungen
- 1988 - Künstlerhaus Edenkoben, Pfalz
- 1992 - Galerie Ute Parduhn, Düsseldorf (mit Peter Schubert)
- 1995 - 96 - Jürgen und Michael am Brunnen im Ausstellungsraum von Florian Haas und Martin Schmidl, Frankfurt am Main (mit Jürgen Kisch)
- 1995 - Eine fröhliche Familie, Zimmergalerie Ulf Wetzka, Berlin
- 1995 - Freigang, Friedensallee 12, Hamburg und Haus am Lützowplatz, Berlin
- 1998 - "Förderkoje", Thomas Rehbein Galerie, Art Cologne, Köln
- 2000 - Diverse Hintergründe, Ausstellungsraum de Ligt, Frankfurt am Main
- 2002 - Menschensuppe; Museum für Gegenwartskunst; Basel
- 2002 - Unsch, Galerie Springer, Berlin
- 2004 - Mobile, Wohnmaschine, Berlin
- 2004 - Kunstsammlung im Stadtmuseum, Jena
- 2004 - Thomas Rehbein Galerie, Köln
- 2005 - Vater und Sohn, Olin Gallery, Roanoke College, Virginia, USA
- 2005 - Riesengebirge, Robert Miller Gallery, New York, USA
- 2007 - Montag, Dienstag, März, April, Mai, wieder Mai, Thomas Rehbein Galerie, Köln
- 2008 - 7. Glied, Bielefelder Kunstverein
- 2010 - Michael Kalmbach – Füsik, Thomas Rehbein Galerie, Köln
- 2011 - Arangelo, Loock Galerie, Berlin
- 2011 - Der gute Onkel, Kunstverein Ludwigsburg
- 2012 - Zeichnungen und Aquarelle, Kunstmuseum Basel
- 2012 - Christopheruspuppe, Kunsthalle Mainz
- 2012 - "Arcangelo", Galerie Loock, Berlin
- 2013 - "der Mond scheint rund für jedermann", Thomas Rehbein Galerie, Köln
- 2013 - "Michael Kalmbach" (mit Christian Denzler), Thomas Rehbein Galerie, Brüssel
- 2014 - Im Auge des Zebras (mit Nina Lola Bachhuber), Galerie Knut Hartwich, Rügen
- 2014 - "Zebra" (mit Nina Lola Bachhuber), Galerie Hartwich, Sellin auf Rügen
- 2016 - "Zwei Gaukler auf einmal" (mit Christoph Deckel), Verein für Original-Radierung, München
- 2016 - "Bubenballett", Goldstein Galerie, Frankfurt a. M.
- 2017 - "mein Venus", Thomas Rehbein Galerie, Köln

## Gruppenausstellungen (Auswahl)
- 1985 - Kunst in Frankfurt, Kunstverein Frankfurt am Main
- 1988 - Galerie Daeppen, Frankfurt am Main
- 1990 - Kunst in Frankfurts Kunstverein Frankfurt am Main
- 1991 - Galerie Detterer, Frankfurt am Main
- 1995 - Wilhelm - Hack - Museum, Ludwigshafen
- 1995 - Brandenburgische Kunstsammlungen, Cottbus
- 1995 - Museum Sankt - Wendel Mia Münster Haus
- 1995 - Szenenwechsel XII, Museum für Moderne Kunst, Frankfurt am Main
- 1998 - HAMKPS+JK, Thomas Rehbein Galerie, Köln
- 2000 - Über die Wirklichkeit, Diözesanmuseum, Köln
- 2000 - One of those days, Mannheimer Kunstverein
- 2000 - Szenenwechsel XVII, Museum für Moderne Kunst, Frankfurt am Main
- 2001 - Kabinett der Zeichnung, Kunstverein für die Rheinlande und Westfalen, Düsseldorf
- 2002–2003 - Gruppenausstellung Annet Gelink Gallery, Amsterdam
- 2004 - 9. Triennale Kleinplastik, Fellbach
- 2005 - Weltinnenräume – Die Sammlung Hanck, Deutsche Gesellschaft für christliche Kunst, e. V., München
- 2006 - Aus Erde geschaffen, Stadtmuseum im Spital, Crailsheim
- 2007 - Aus der Sammlung: Grafik im Licht, Berlinische Galerie, Berlin
- 2008 - Betty und Paul, Speyer, Kunstverein, Flachsgasse
- 2009 -  Mythos Kindheit Kunsthaus Uri, Altdorf, Schweiz
- 2010 -  Riders Polard-Hardouin, Art Contemporary, Paris
- 2010 - Boys and girls, MMK, Frankfurt am Main
- 2011 -  20 Jahre Gegenwart, MMK, Frankfurt am Main
- 2012 -  The mind was dreaming - The world was its dream, Solstice Art Centre, Navan, Ireland
- 2012 - "Stille Helden", Schacher Raum für Kunst, Stuttgart
- 2013 - "Feuchte Hände", Thomas Rehbein Galerie, Köln
- 2014 - "All Artists Are Either Cowboys Or Indians", Hermannshof e. V., Springe-Völksen
- 2016 - "Kommt leid die Nacht. Arbeiten auf Papier und Skulptur/Works on paper and sculpture", C & K Galerie, Berlin
- 2016 - "Von Angesicht zu Angesicht", Galerie Metzger, Aschaffenburg
- 2016 - "de Lirio - Raritätenladen Vol. I", Galerie Braubach five, Frankfurt a. M.

## Sammlungen
- Berlinische Galerie
- Hessisches Landesmuseum Darmstadt
- Museum für Moderne Kunst Frankfurt
- Kolumba Kunstmuseum, Köln
- Kunstmuseum Basel, Kupferstichkabinett
- Kunstpalast Düsseldorf